# Выборы в Европейский парламент в Финляндии (2014)
Выборы в Европарламент в Финляндии (2014) (фин. Suomen europarlamenttivaalit 2014, швед. Europaparlamentsvalet i Finland 2014) — выборы в Европарламент, прошедшие в Финляндии 25 мая 2014 года. Предварительное голосование проходило с 14 мая 2014 года.
Всего от Финляндии было избрано 13 депутатов, на места которых претендовал 251 кандидат от 14 партий. По три места в Европарламенте получили Коалиционная партия и Финляндский центр, по два — Истинные финны и Социал-демократы, по одному — Зелёный союз, Левый союз и Шведская народная партия.

## Сроки проведения
Европейская комиссия рекомендовала перенести выборы в Европейский парламент на май 2014 года, для того, чтобы подготовиться к выборам Председателя Еврокомиссии в июле 2014 года, и из-за совпадения периода с 5 по 8 июня с праздниками, приходящимися на Пятидесятницу. Соответственно выборы в Европейский парламент в Финляндии запланированы к проведению на 25 мая.
Предварительное голосование началось 14 мая 2014 года. На территории Финляндии оно проходило по 20 мая, а за пределами страны — по 17 мая. В стране было организовано около 850 точек для предварительного голосования — в мэриях, почтовых отделениях, библиотеках и торговых центрах.

## Предвыборная кампания
Депутат Европейского парламента от Финляндии Рийкка Маннер заявила об отказе выставлять свою кандидатуру на предстоящих выборах. Одновременно ряд финских политиков заявили о своей решимости принять участие в выборной борьбе: Пааво Вяюрюнен своим решением баллотироваться в депутаты Европарламента, готовится вернуться в большую политику; депутат Эдускунты от «Истинных финнов» Теуво Хаккарайнен, считает, что его деятельность в Европарламенте может принести больше пользе Финляндии, хотя председатель партии Тимо Сойни лично отказался от участия в выборах; примут участие в выборах три действующих министра кабинета Катайнена — Александр Стубб, Мерья Кюллёнен и Хенна Вирккунен.
От финской партии Зелёных о своём участии в выборах заявили Анни Синнемяки, Хейди Хаутала и Сату Хаапанен, а от партии «Центр» — бывший главный редактор газеты Helsingin Sanomat Микаэл Пентикяйнен (всего «Центр» выдвинул на выборы 17 кандидатов). Социал-демократическая партия выдвинула депутата Эдускунты Микаэля Юнгнера, а также действующих депутатов Европарламента Лийсу Яаконсаари, Митро Репо, а также главу Большой комиссии парламента Миапетру Кумпула-Натри.
Министр по делам развития Пекка Хаависто отказался от участи в выборах по причине желания участвовать в парламентских выборах 2015 года.
Глава группы правоцентристов в Европарламенте EPP Жозеф Доул в интервью журналу EurActiv называл финского премьера Юрки Катайнена в числе возможных кандидатов на пост председателя Еврокомиссии (также названы экс-премьер Латвии Валдис Домбровскис, еврокомиссар по вопросам внутреннего рынка Мишель Барнье и экс-премьер Люксембурга Жана-Клод Юнкер). Сам Катайнен пообещал рассказать о своих карьерных планах в апреле 2014 года.
Кандидат на пост главы Еврокомиссии Сунде, Петер баллотировался от Пиратской партии Финляндии.
Прогнозировалось, что явка избирателей не превысит 45 % от общего числа имеющих право голоса. Так и произошло — явка составила 40,9 % (это на 0,6 % больше, чем на выборах в Европарламент 2009 года).